# تصدیق مستقیم ناشناس
تصدیق مستقیم ناشناس (DAA) (به انگلیسی: Direct Anonymous Attestation) یک پایه رمزنگاری است که احراز هویت از راه دور یک رایانه قابل اعتماد را ضمن حفظ حریم خصوصی کاربر پلتفرم امکان‌پذیر می‌کند. این پروتکل توسط گروه محاسباتی معتمد(TCG) (به انگلیسی: گروه محاسباتی معتمد)در آخرین نسخه از مشخصات ماژول پلتفرم مورد اعتماد(TPM) (به انگلیسی: Trusted Platform Module) برای رسیدگی به نگرانی‌های مربوط به حریم خصوصی به تصویب رسیده‌است (همچنین به Loss of Internet anonymity مراجعه کنید). ISO / IEC 20008، این DAA را نیز مشخص می‌کند، و هم چنین پیاده‌سازی اینتل IDحریم خصوصی پیشرفته 2.0 (EPID) (به انگلیسی: Enhanced Privacy ID) برای ریز پردازنده‌ها برای مجوز RAND-Z به همراه SDK منبع آزاد در دسترس است.

## دیدگاه تاریخی
در اصل مسئله حریم خصوصی یا شخصی با استفاده از هر طرح امضای استاندارد (یا رمزگذاری کلید عمومی) و یک جفت کلید واحد حل می‌شود. تولیدکنندگان، کلید خصوصی را در هر TPM تولید شده تعبیه می‌کنند و کلید عمومی به عنوان یک گواهی یا تصدیق منتشر می‌شود. امضاهای تولید شده توسط TPM باید به دلیل ماهیت فناوری از کلید خصوصی سرچشمه بگیرند، و از آنجا که کلیه TPMها از همان کلید خصوصی استفاده می‌کنند، برای تضمین حریم شخصی یا خصوصی کاربر قابل تشخیص نیستند. این راه حل نسبتاً ساده و بی تکلف به این فرض متکی است که یک رمز سراسری (به انگلیسی: global secret) وجود دارد. فقط نیاز است به سابقه سیستم در هم سازی محتوا (CSS) (به انگلیسی: Content Scramble System)، که یک سیستم رمزگذاری برای دی وی دی‌ها است نگاه کنیم تا دریابیم که این فرض اساساً دارای نقص و اشکال است. علاوه بر این، این رویکرد یک هدف ثانویه را نتوانسته‌است تحقق بخشد: توانایی تشخیص TPMهای سرکش و نادرست. TPM سرکش TPM است که به خطر و مشکل می‌افتد و رمزهای آن استخراج می‌شو.
راه حلی که برای اولین بار توسط TCG (مشخصات TPM v1.1) اتخاذ شده‌است، به بخش ثالث قابل اعتماد، یعنی یک مرجع صدور گواهی حریم خصوصی (CA حریم خصوصی) (به انگلیسی: privacy certificate authority)نیاز دارد. هر TPM دارای یک جفت کلید RSA تعبیه شده به نام کلید تأیید (EK) (به انگلیسی: Endorsement Key) است که فرض می‌شود CAحریم خصوصی آن را می‌شناسد. به منظور تصدیق TPM، یک جفت کلید RSA ثانویه به نام کلید گواهی هویت (AIK) (به انگلیسی: Attestation Identity Key) ایجاد می‌شود. این، AIK عمومی امضا شده توسط EK را به CAحریم خصوصی ارسال می‌کند که اعتبار آن را بررسی می‌کند و یک گواهی برای AIK صادر می‌کند. (برای این کار، یا یک) CAحریم خصوصی باید از EK عمومی TPM به‌طور پیشینی یا استدلالی آگاهی داشته باشد، یا ب) تولیدکننده TPM باید گواهی تأیید را ارائه داده باشد) میزبان / TPM اکنون می‌تواند خود را با توجه به تاییدیه تصدیق کند. در این رویکرد برای شناسایی TPMهای سرکش دو امکان وجود دارد: در مرحله اول، CAحریم خصوصی باید لیستی از TPMهای شناسایی شده به عنوان سرکش توسط EK خود را نگهداری کند و درخواست‌های آنها را رد کند، ثانیاً اگر CAحریم خصوصی درخواست‌های زیادی را از TPM خاص دریافت کند، ممکن است آن‌ها را رد کند و TPMs EK را در لیست سیاه قراردهد. تعداد درخواست‌های مجاز باید تابع یک تمرین مدیریت ریسک باشد. این راه حل مسئله ساز است زیرا CAحریم خصوصی باید در هر تراکنشی شرکت کند و بنابراین باید با وجود امنیت کامل، دسترسی بالایی را فراهم کند. علاوه بر این، در صورت تبانی CAحریم خصوصی و تصدیق کننده، ممکن است الزامات حریم خصوصی نقض شود. اگرچه موضوع دوم احتمالاً با استفاده از امضاهای کور یا ناخوانا قابل حل است، اما اولین مورد باقی مانده‌است.
راه حل EPID 2.0 در هنگام ساخت، کلید خصوصی را در ریزپردازنده تعبیه می‌کند، ذاتاً کلید را با محموله دستگاه فیزیکی توزیع می‌کند، و دارای تدارک و تهیه کلید برای استفاده با قدرت اول است.

## بررسی اجمالی
پروتکل DAA بر اساس سه موجودیت و دو مرحله متفاوت ساخته شده‌است. این موجودیت‌ها، عضو DAA (پلتفرم TPM یا ریزپردازنده فعال شده با EPID)، صادر کننده DAA و تصدیق کننده DAA هستند. صادرکننده وظیفه دارد تا در مرحله اتصال، پلتفرم TPM را تأیید کند و اعتبارنامه DAA را به پلتفرم صادر کند. این پلتفرم (عضو) در مرحله امضاء از اعتبارنامه DAA با تصدیق کننده استفاده می‌کند. تصدیق کننده از طریق اثبات دانایی صفر (به انگلیسی: Zero-knowledge proof) می‌تواند اعتبارنامه را بدون تلاش برای نقض حریم خصوصی پلتفرم تأیید کند. این پروتکل همچنین از قابلیت لیست سیاه پشتیبانی می‌کند تا تصدیق کننده بتواند تاییدهای TPM مشکل دار را شناسایی کند.

## خصوصیات حریم خصوصی
پروتکل اجازه می‌دهد تا درجات مختلفی از حریم خصوصی باشد. تعاملات همیشه به صورت ناشناس هستند، اما عضو / تصدیق کننده ممکن است مذاکره کند که آیا تصدیق کننده قادر به پیوند تراکنش هاست یا خیر. این کار به کاربر اجازه بررسی یا رد درخواست‌های یک میزبان را می‌دهد که تعداد زیادی درخواست ایجاد کرده‌است. این عضو و تصدیق کننده همچنین می‌توانند انتخاب کنند که اطلاعات بیشتری را برای انجام تعامل غیر ناشناس (مانند اینکه شما می‌توانید انتخاب کنید که نام کامل خود را به غریبه بگویید یا خیر) آشکار کنند؛ بنابراین، هویت شناخته شده می‌تواند بالای یک شروع ناشناس ساخته شود. (به‌طور عکس: اگر با هویت شناخته شده شروع کنید، هرگز نمی‌توانید ثابت کنید که آن هویت را نمی‌شناسید تا به ناشناس بودن متوسل شوید)

## پیاده‌سازی‌ها و حملات
اولین طرح تأیید مستقیم ناشناس مربوط به بریکل، کامنیش و چن است. این طرح ناامن است و به اصلاح نیاز دارد. بریکل، چن و لی، با استفاده از جفت شدن‌های متقارن به‌جای RSA، باعث افزایش کارایی این طرح اولیه شدند. و چن، موریسی و اسمارت، با تغییر تنظیمات از حالت متقارن به حالت نامتقارن، تلاش کردند تا کارایی را بیشتر بهبود بخشند. متأسفانه، طرح نامتقارن ناامن است. چن، پیج و اسمارت طرح جدید رمزنگاری منحنی بیضوی را با استفاده از منحنی‌های بارتو-نائریگ (به انگلیسی: Barreto-Naehrig curves) پیشنهاد دادند. این طرح توسط EPID 2.0 و استاندارد TPM 2.0 پیاده‌سازی شده‌است، و استاندارد TPM 2.0 توصیه می‌کند که این طرح به‌طور کلی و عمومی توسط TPMها پیاده‌سازی شده‌است و برای TPMها لازم است که مطابق با مشخصات مشتری PC باشند. علاوه بر این، پیاده‌سازی Intel EPID 2.0 برای ISO / IEC 20008 DAA و منبع باز در دسترس SDK، برای اعضا و تصدیق کننده‌ها برای انجام تاییدیه قابل استفاده است. از آنجایی که یکی از روشهای تأیید DAA در TPM 2.0 با EPID 2.0 یکسان است، تلاش می‌شود تا همواره گواهی ISO / IEC 20008 DAA و TPM 2.0 DAA با یکدیگر در سطح مشخصات خوانده شود. 